# 2001 en économie (activité humaine)
Cet article présente les faits marquants de l’année 2001 en économie.

## Évènements
- Le Krach boursier de 2001-2002.
- Le scandale Enron.